# Ahasverus (Wandelende Jood)

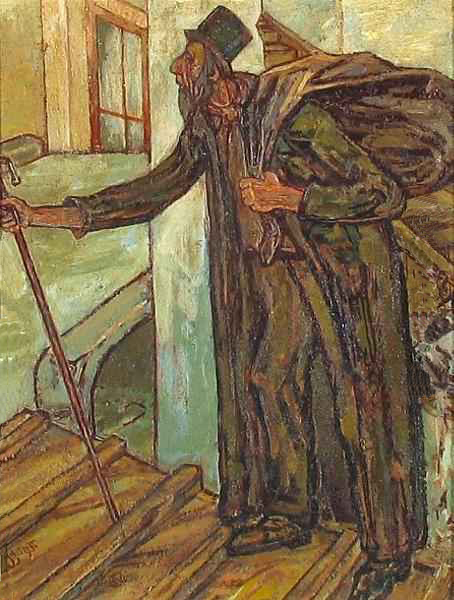
De zwervende Jood van Joseph Jacob Isaacson, Den Haag circa 1900

Ahasverus is de legendarische Wandelende Jood (ook wel Eeuwige Jood, Zwervende Jood of Dwalende Jood genoemd) die Jezus op weg naar Golgotha grof zou hebben behandeld. Voor straf zou hij tot de Dag des oordeels rusteloos over de wereld moeten zwerven. De uit de middeleeuwen stammende sage is in de Aarne-Thompson-index opgenomen als AT 777 The Wandering Jew. De sage speelt dikwijls een rol in vormen van anti-judaïsme en antisemitisme, maar wordt ook wel in een andere context verteld.

## Middeleeuwse mythevorming
Bij Ioannes Moschos zijn in de vroege 7e eeuw al elementen uit de sage aan te treffen. Het eigenlijke verhaal is ontstaan in het 13e-eeuwse Europa. De eerste vermelding is waarschijnlijk in de Flores historiarum van Roger van Wendover, die de Wandelende Jood identificeerde als Jozef van Arimathea. Volgens deze monnik van de St-Albansabdij had zijn gemeenschap in 1228 een Armeense aartsbisschop op pelgrimstocht ontvangen. Gevraagd of hij gehoord had van een zekere Jozef, een Jood die tot Christus had gesproken en nog steeds leefde, antwoordde iemand uit het gevolg van de oosterling doodeenvoudig dat de aartsbisschop nog niet lang geleden met hem had gegeten. Dit werd in de mond gelegd van een niet nader genoemde ridder die optrad als Franse tolk voor de aartsbisschop. Nog volgens deze ridder heette de Jood Cartaphilus. Als portier van Pilatus had hij Jezus op de rug geslagen toen deze met zijn kruis door de deur kwam, hem toevoegend: "Ga vlugger, Jezus, ga vlugger. Waarom treuzelt ge?". Daarop had Jezus gerepliceerd: "Ik ga en gij zult wachten tot ik weerkom". Dit betekende dat de portier niet zou sterven tot de Dag des Oordeels. Telkens hij honderd werd, kreeg hij opnieuw de leeftijd van dertig jaar die hij had toen hij Christus sloeg. Later had Cartaphilus zich door Ananias laten dopen met de naam Jozef. Hij was een vrome man geworden van weinig woorden, die leefde tussen de Armeense prelaten en niets wilde aannemen behalve wat eten en kleren. Op alle vragen over de schrift kon hij bevestigend getuigen. Hij had berouw en hoopte op het eind nog gered te worden.
Wendovers opvolger Matthew Paris nam deze passage over in zijn eigen Latijnse kroniek (Historia Anglicana majori). Ze maakte al snel de oversteek naar het vasteland, zoals mag blijken uit de getrouwe overname door Philippe Mouskes uit Doornik (ca. 1243). In zijn Franse rijmkroniek deed hij melding van wat de Armeense aartsbisschop uit Nicea in Engeland had verteld. Het verhaal bevat alle grondelementen, maar geeft de Jood geen naam.
Een anonieme Latijnse kroniek uit de cisterciënzerabdij van Santa Maria di Ferraria bij Caserta situeert het verhaal in 1223, dus al eerder dan de Engelse versie. In latere Italiaanse variant had de Jood een naam gekregen: Buttadeus, Giovanni Buttadeo of Hans Gottschläger. Volgens Guido Bonatti was deze persoon in 1267 opgemerkt te Forlì, op doortocht naar Santiago de Compostela.
In latere versies van het verhaal wordt de Wandelende Jood soms vereenzelvigd met Malchus, de wacht die geholpen had bij de arrestatie van Jezus (Johannes 18:19-23). Een 15e-eeuwse bericht over de Wandelende Jood is te vinden in de Warachtige beschryvinge der Jerusalemsche reyse ende des berchs Synai tot S. Cathlynen, waarin de Mechelaar Jan Aerts zijn ontmoeting met de mysterieuze Jood Jan Baudewijn in 1484 beschrijft.

## Herleving tijdens de reformatie
De naam Ahasverus kwam pas enkele eeuwen later op de proppen in verband met de Wandelende Jood. Het is dezelfde naam als van koning Ahasveros, maar dan met de Latijnse uitgang -us, uit het bijbelboek Esther, maar een bevredigende uitleg voor de keuze is nog niet gegeven. De Duitse tekst waarin de naam opdook, Kurtze Beschreibung und Erzehlung von einem Juden mit Namen Ahasverus, bracht alle voorheen verspreide elementen van het verhaal samen en verscheen rond 1602 bij Christoff Creutzer in Leyden (een toespeling op het lijden en de kruisiging van Christus). Er zijn voor dat jaar niet minder dan acht verschillende versies gedocumenteerd, veelal bij gefingeerde drukkers. Het pamflet heeft de vorm van een brief, geschreven in 1564 te Schleswig. 
De anonieme auteur pretendeert het relaas weer te geven dat hem zou zijn verteld door Paul von Eitzen (1521-1598), de onlangs overleden lutherse superintendant van Sleeswijk-Holstein. Deze zou Ahasverus in 1547 hebben ontmoet in Hamburg, waar de Jood hem vertelde dat hij was vervloekt, omdat hij had geweigerd Jezus bij zijn deur te laten rusten, en hem in plaats daarvan klappen had toegediend om hem verder te jagen. Toch waren er flinke verschillen met de middeleeuwse traditie. Ahasverus was niet meer Pilatus' portier, maar een schoenmaker uit Jeruzalem. Evenmin had hij zich laten dopen door Ananias; hij was dus jood gebleven. Ook leefde hij niet meer in Armenië, maar was hij een echte zwerver geworden. Wel was hij nog steeds een sobere en godvruchtige man die gedetailleerd kon getuigen over gebeurtenissen uit de tijd van Jezus. In elk land sprak hij de lokale taal. Model voor de figuur van Ahasverus stonden vermoedelijk enkele rondtrekkende lutherse profeten uit het Oostzeegebied.
Deze nieuwe versie van het verhaal zou geschreven zijn vanuit de behoefte van de protestanten om het voorbeeld van de Joden te gebruiken voor eigen doeleinden. Hij ontstond vermoedelijk in kringen van liberale lutheranen (Philippisten) te Gdańsk, die de verwachte bekering van de Joden als een hoopvol teken zagen, waardoor het pessimistische mensbeeld van hun orthodoxe tegenstanders gelogenstraft zou worden. Het pamflet werd in korte tijd razend populair. Al gauw volgden vertalingen in het Nederlands (1602), Frans (1605), Deens (1607) en later ook in andere talen. Rond 1620 waren er al 40 tot 50.000 exemplaren verspreid. De eerste Nederlandse versie, Corte ende waerachtighe beschrijuinge van eenen Jode, Ghenaemt: Asvervs, verscheen bij een onbekende drukker; een volgende druk werd in 1603 door een bekende uitgever uit Sleeswijk op de markt gebracht.
In Noord-Duitsland werd het pamflet al snel gekaapt door orthodoxe lutheranen, die er een felle antijoodse slotpassage aan toevoegden: het zwartgallige lot van de Joden werd gezien als straf van God en diende de christenen tot waarschuwing. Als auteur werd nu een zekere Chrysostomus Dudulaeus ("de stotteraar") Westphalus opgevoerd; de uitgevers wilden mogelijk de suggestie wekken dat het oorspronkelijke pamflet was geschreven door gymnasiumdocent Andreas Welsius uit Gdańsk, die een spraakgebrek had. Als reactie verscheen later in het calvinistische Bremen een heruitgave van de eerste druk, die in 1615 in Groningen werd nagevolgd. In een nieuwe bijlage werd bericht dat Ahasveros zich in Hildesheim had laten dopen, nadat hij het stadsbestuur aldaar tot bekering had gemaand. Deze stad had onlangs zijn poorten weer voor Joden geopend. Met tolerantie had de heruitgave overigens weinig te maken: het ging vooral om een theologisch debat binnen het protestantisme. In de betrokken steden woonden bovendien maar weinig Joden (ook al was het calvinisme in dit opzicht toleranter dan de lutherse orthodoxie). Latere drukken grepen in de regel weer terug op de antisemitische toonzetting.
In Frankrijk en de Zuidelijke  Nederlanden stond de Wandelende Jood doorgaans bekend als Isaac Laquedem (= "van 't Oosten"). Onder deze naam zou hij – volgens een bericht uit 1640 – in 1575 Brussel hebben bezocht. In de Nederlandse volksverhalen was Ahasverus vaak schoenmaker. In Spanje werd hij ook wel Juan Espera-en-Dios genoemd.
Het alom bekende verhaal werd een magneet voor charlatans die zich voor Wandelende Jood uitgaven. Een van hen was de Franse soldaat Pol Delporte, die zijn Waalse regiment verliet en zich overal in Vlaanderen vorstelijk liet onthalen. Op 26 maart 1623 deed hij dat in Ieper, waar hij introk in de Brasiliën en het aanlegde met herbergiersdochter Christina Verschuere. Zijn in Arras achtergelaten echtgenote kwam hem op het spoor en gaf hem aan. Delporte werd ontmaskerd en opgehangen als deserteur.
Nog in 1855 tekende Edmond de Coussemaker het volkslied Den wandelende jode op. Daarin heeft een Duinkerkenaar een ontmoeting met een grijsaard die naar eigen zeggen stokoud is (achtienhonderd jaren alreede gepasseert) en behoort tot 't booze joodsgespuys. Hij noemde zich Isaäc Laquedem en stelde zich voor als de man die Jezus had gelasterd.

## Antisemitisme

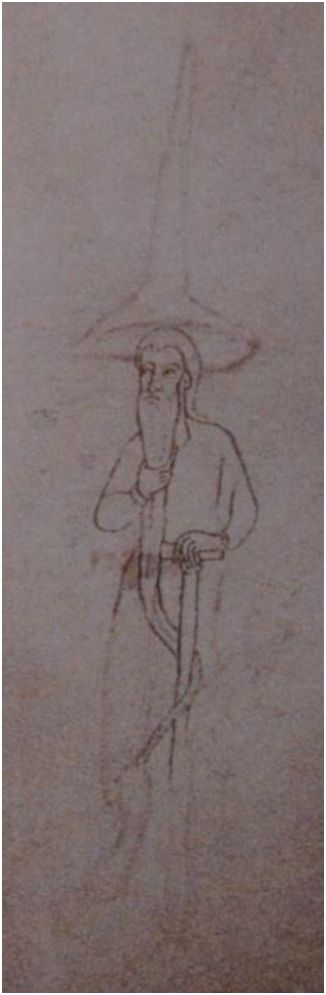
Weergave uit een 13e-eeuws manuscript

Sinds het begin van de 18e eeuw ging men het personage algemeen vereenzelvigen met het Joodse volk. Vanaf het einde van de 19e eeuw ging het stereotyp van de Wandelende Jood een grote rol spelen in verder oplaaiend antisemitisme. Heel uitgesproken was de nationaalsocialistische propagandafilm Der ewige Jude uit 1940, die is vernoemd naar het personage uit de legende.

## Literaire behandeling
De populaire legende is door tal van schrijvers bewerkt:
- 1844: Eugène Sue, Le juif errant (10 delen)
- 1847: Hans Christian Andersen, Ahasverus
- 1853: Alexandre Dumas père, Isaac Laquedem  (onvoltooid)
- 1906: August Vermeylen, De wandelende Jood
- 1947: Jorge Luis Borges, El Inmortál
- 1981: Stefan Heym, Ahasver
- 1986: Carlo Fruttero & Franco Lucentini, L'amante senza fissa dimora
- 1997: Marcel Möring, In Babylon

## In de beeldende kunst

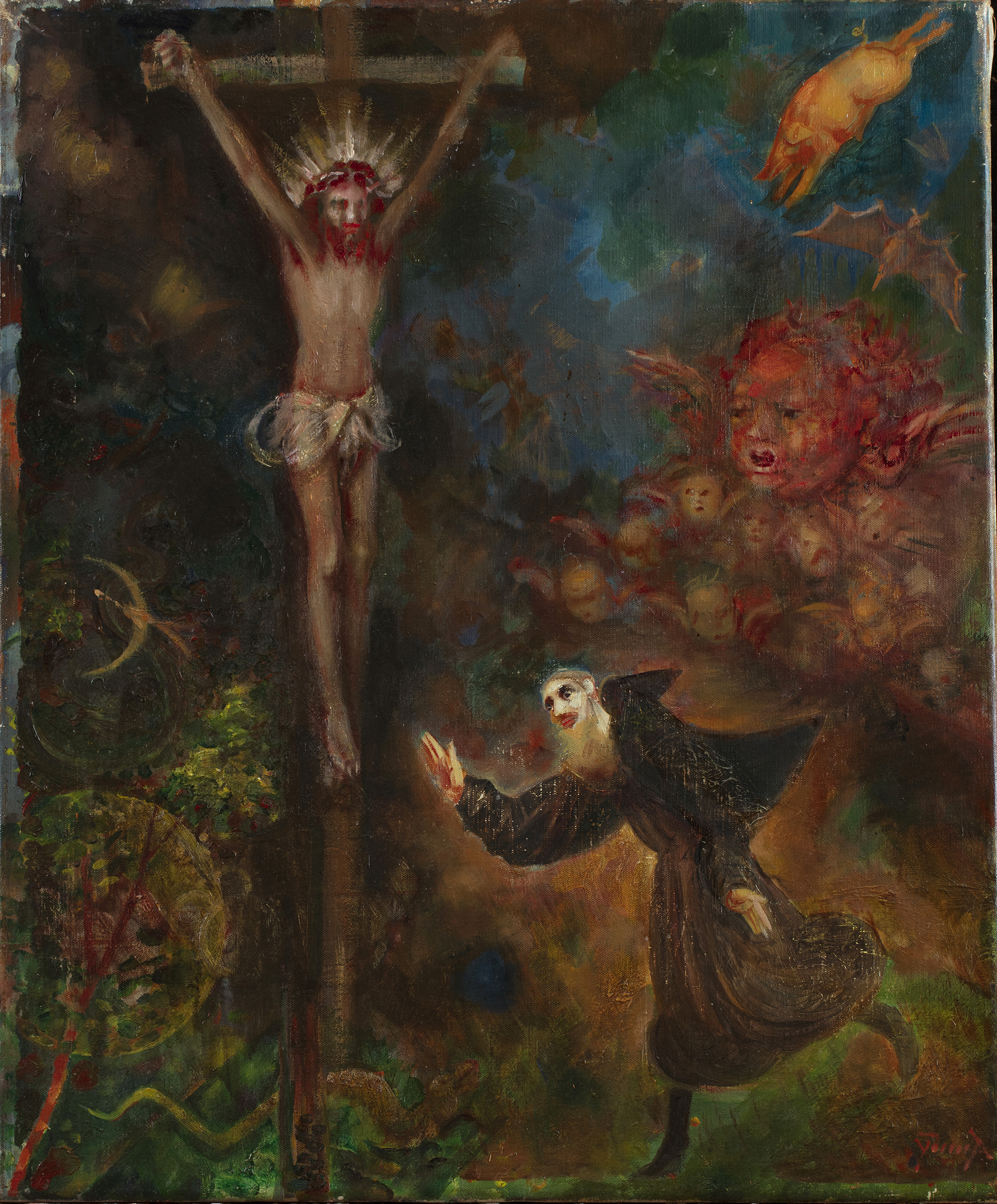
Jacob Ydema, De wandelende jood (1942-1950, geretoucheerd ca. 1980), particulier bezit

De pamfletten over de wandelende jood Ahasverus, die vanaf 1602 in Duitsland en Nederland verschenen, waren doorgaans voorzien van een fictief portret van de hoofdpersoon. Soms werd hij als  reiziger of vluchteling afgebeeld, soms ook als soort een bedelmonnik of kluizenaar, vrijwel altijd met een lange baard. De Doornikse historicus Jean Cousin liet optekenen dat in zijn stad en elders in 1616 portretprenten te koop waren van Ahasuérius. Volgens de begeleidende tekst bij de prenten was dit een Jood die geleefd had ten tijde van Christus' kruisiging en nu nog door de wereld zwierf. Cousin voegde eraan toe dat het volgens hem om een fabeltje ging.
Deze prenten staan in een rijke picturale traditie die teruggaat tot de dertiende eeuw. Daarin wordt de Wandelende Jood doorgaans afgebeeld met een lange baard, een punthoed en een tau-staf.
Recenter zijn twaalf houtsneden van Gustave Doré uit 1856. Ook Alfred Kubin nam het thema op (Ahasver, 1928), evenals Samuel Jessurun de Mesquita die een houtsnede vervaardigde (het Bocheltje of Ahasverus, 1926). Bekend zijn verder een houtsnede en een schilderij van Marc Chagall uit 1914 en de jaren 1923-1925. Twee decennia later werd die voorstelling uitgebeeld door de schilder en glazenier Jacob Ydema.

## Varia
- A.H.A.S.V.E.R.U.S. is een in 1873 opgericht Leidsch Studenten Wandelgezelschap, een subvereniging van de LSV Minerva.
- Enkele bloeiende planten uit de geslachtenTradescantia en Commelina staan bekend als 'Wandering Jew'.